# Jambalaya
La jambalaya es un plato muy típico de la gastronomía cajún. Su base es el arroz y sus principales ingredientes son pollo, jamón crudo, langostinos y mucha pimienta. Existe también en Provenza una especialidad llamada Jambalaia hecha de arroz con pollo y azafrán.

## Características
Es un plato sazonado que resulta picante y que puede ser preparado con bastante chile con sabor típicamente fuerte usando cualquier combinación de carne de vaca, cerdo, pollo, jamón, chorizo ahumado o pescado, normalmente con tomate. 

## Etimología

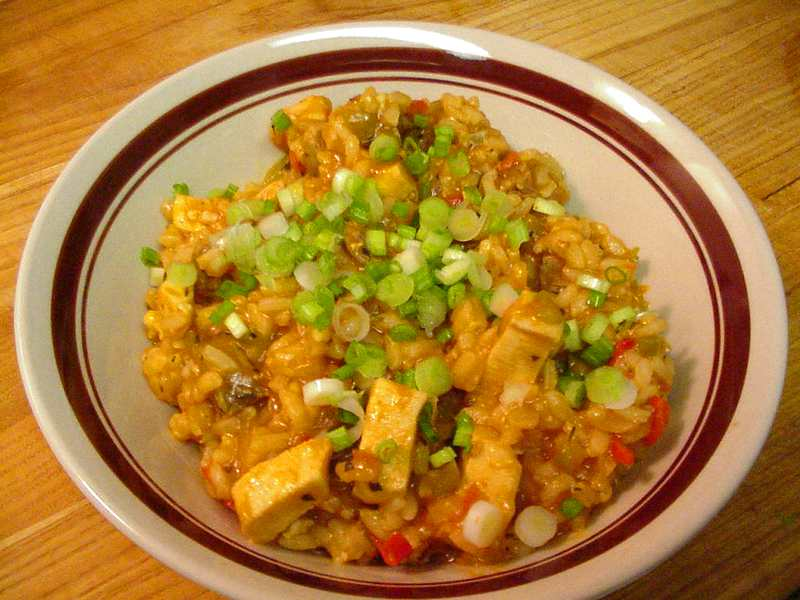
Plato de jambalaya.

Según el Oxford English Dictionary, viene del idioma occitano jambalaya, término que Frederic Mistral describe como un «plato de arroz con guiso de pollo» y se usa, en sentido figurado, con el significado de «mezcla». La palabra se encuentra por primera vez en un poema occitano llamado Leis amours de Vanus vo Lou paysan oou théâtré en 1837.